# Arga-Tas
Gli Arga-Tas (in russo Арга-Тас?; in lingua sacha: Арҕаа Таас) sono una catena montuosa del sistema dei Monti della Moma, nella Siberia Orientale, in Russia. Si trova nella parte sud-occidentale del distretto Verchnekolymskij della Sacha (Jacuzia).
La catena si estende per quasi 100 chilometri a sud-est del sistema montuoso dei monti della Moma, delimitata a nord dal corso della Zyrjanka e a sud dall'Omulëvka. È attraversata al centro dal corso della Rassocha. Corre parallela ad ovest la catena dei monti Garmyčan. L'altezza massima è quella di una cima senza nome (2 021 m). 